# Olympische Sommerspiele 2016/Teilnehmer (Kuba)
| Gelbes Symbol für Goldmedaillen mit stilisierten Olympischen Ringen | Graues Symbol für Silbermedaillen mit stilisierten Olympischen Ringen | Braundes Symbol für Bronzemedaillen mit stilisierten Olympischen Ringen |
| ------------------------------------------------------------------- | --------------------------------------------------------------------- | ----------------------------------------------------------------------- |
| 5                                                                   | 2                                                                     | 4                                                                       |

Kuba nahm an den Olympischen Spielen 2016 in Rio de Janeiro teil. Es war die insgesamt 20. Teilnahme an Olympischen Sommerspielen. Das Comité Olímpico Cubano nominierte 124 Athleten in 19 Sportarten.

## Teilnehmer nach Sportarten

### Badminton
| Athleten        | Wettbewerb | Gruppenphase              | Gruppenphase                          | Gruppenphase | Gruppenphase | Achtelfinale  | Achtelfinale  | Viertelfinale | Viertelfinale | Halbfinale    | Halbfinale    | Finale        | Finale        | Rang          |
| Athleten        | Wettbewerb | Gegner                    | Ergebnis                              | Punkte       | Rang         | Gegner        | Ergebnis      | Gegner        | Ergebnis      | Gegner        | Ergebnis      | Gegner        | Ergebnis      | Rang          |
| --------------- | ---------- | ------------------------- | ------------------------------------- | ------------ | ------------ | ------------- | ------------- | ------------- | ------------- | ------------- | ------------- | ------------- | ------------- | ------------- |
| Männer          |            |                           |                                       |              |              |               |               |               |               |               |               |               |               |               |
| Osleni Guerrero | Einzel     | Tommy Sugiarto Howard Shu | 0:2 (12:21, 14:21) 2:0 (21:16, 21:15) | 68:73        | 2            | ausgeschieden | ausgeschieden | ausgeschieden | ausgeschieden | ausgeschieden | ausgeschieden | ausgeschieden | ausgeschieden | ausgeschieden |

### Beachvolleyball
| Athleten                                                  | Gruppenphase                                                | Gruppenphase | Gruppenphase | Gruppenphase | Achtelfinale    | Achtelfinale | Viertelfinale           | Viertelfinale | Halbfinale    | Halbfinale    | Finale        | Finale        | Rang          |
| Athleten                                                  | Gegner                                                      | Ergebnis     | Punkte       | Rang         | Gegner          | Ergebnis     | Gegner                  | Ergebnis      | Gegner        | Ergebnis      | Gegner        | Ergebnis      | Rang          |
| --------------------------------------------------------- | ----------------------------------------------------------- | ------------ | ------------ | ------------ | --------------- | ------------ | ----------------------- | ------------- | ------------- | ------------- | ------------- | ------------- | ------------- |
| Männer                                                    |                                                             |              |              |              |                 |              |                         |               |               |               |               |               |               |
| Nivaldo Nadhir Díaz Gómez Sergio Reynaldo González Bayard | Pedro Solberg / Evandro Samoilovs / Šmēdiņš Schalk / Saxton | 2:1 2:0      | 6            | 1            | Doppler / Horst | 2:0          | Semjonow / Krassilnikow | 1:2           | ausgeschieden | ausgeschieden | ausgeschieden | ausgeschieden | ausgeschieden |

### Bogenschießen
| Athleten       | Wettbewerb | Qualifikation | Qualifikation | 1. Runde         | 1. Runde      | 2. Runde  | 2. Runde      | Achtelfinale  | Achtelfinale  | Viertelfinale | Viertelfinale | Halbfinale    | Halbfinale    | Finale        | Finale        | Rang |
| Athleten       | Wettbewerb | Ringe         | Rang          | Gegner           | Ergebnis      | Gegner    | Ergebnis      | Gegner        | Ergebnis      | Gegner        | Ergebnis      | Gegner        | Ergebnis      | Gegner        | Ergebnis      | Rang |
| -------------- | ---------- | ------------- | ------------- | ---------------- | ------------- | --------- | ------------- | ------------- | ------------- | ------------- | ------------- | ------------- | ------------- | ------------- | ------------- | ---- |
| Männer         |            |               |               |                  |               |           |               |               |               |               |               |               |               |               |               |      |
| Adrián Puentes | Einzel     | 656           | 37            | Ernesto Boardman | 6–4 (129:127) | Atanu Das | 4–6 (135:139) | ausgeschieden | ausgeschieden | ausgeschieden | ausgeschieden | ausgeschieden | ausgeschieden | ausgeschieden | ausgeschieden | 17   |

### Boxen
| Athleten            | Wettbewerb                    | 1. Runde    | 1. Runde | Achtelfinale       | Achtelfinale | Viertelfinale           | Viertelfinale | Halbfinale           | Halbfinale    | Finale                | Finale        | Rang          |
| Athleten            | Wettbewerb                    | Gegner      | Ergebnis | Gegner             | Ergebnis     | Gegner                  | Ergebnis      | Gegner               | Ergebnis      | Gegner                | Ergebnis      | Rang          |
| ------------------- | ----------------------------- | ----------- | -------- | ------------------ | ------------ | ----------------------- | ------------- | -------------------- | ------------- | --------------------- | ------------- | ------------- |
| Männer              |                               |             |          |                    |              |                         |               |                      |               |                       |               |               |
| Joahnys Argilagos   | Halbfliegengewicht bis 49 kg  | Freilos     | Freilos  | Galal Yafai        | 2:1          | Peter Mungai Warui      | 3:0           | Yuberjen Martínez    | 1:2           | ausgeschieden         | ausgeschieden | Bronze        |
| Yosvany Veitía      | Fliegengewicht bis 52 kg      | Freilos     | Freilos  | Achraf Kharroubi   | 3:0          | Hu Jianguan             | 1:2           | ausgeschieden        | ausgeschieden | ausgeschieden         | ausgeschieden | ausgeschieden |
| Robeisy Ramírez     | Bantamgewicht bis 56 kg       | Shiva Thapa | 3:0      | Mohamed Hamout     | 2:1          | Zhang Jiawei            | 3:0           | Murodjon Ahmadaliyev | 3:0           | Shakur Stevenson      | 2:1           | Gold          |
| Lázaro Álvarez      | Leichtgewicht bis 60 kg       | Freilos     | Freilos  | Carmine Tommasone  | 3:0          | Carlos Balderas         | 3:0           | Robson Conceição     | 0:3           | ausgeschieden         | ausgeschieden | Bronze        |
| Yasniel Toledo      | Halbweltergewicht bis 64 kg   | Freilos     | Freilos  | Pat McCormack      | 2:1          | Lorenzo Sotomayor       | 0:3           | ausgeschieden        | ausgeschieden | ausgeschieden         | ausgeschieden | ausgeschieden |
| Roniel Iglesias     | Weltergewicht bis 69 kg       | Freilos     | Freilos  | Vladimir Margaryan | TKO          | Shaxram Gʻiyosov        | 0:3           | ausgeschieden        | ausgeschieden | ausgeschieden         | ausgeschieden | ausgeschieden |
| Arlen López         | Mittelgewicht bis 75 kg       | Freilos     | Freilos  | Zoltán Harcsa      | TKO          | Christian Mbilli Assomo | 3:0           | Kamran Şahsuvarlı    | 3:0           | Bektemir Meliqoʻziyev | 3:0           | Gold          |
| Julio César La Cruz | Halbschwergewicht bis 81 kg   | Freilos     | Freilos  | Mehmet Ünal        | 3:0          | Michel Borges           | 3:0           | Mathieu Bauderlique  | 3:0           | Ädilbek Nijasymbetow  | 3:0           | Gold          |
| Erislandy Savón     | Schwergewicht bis 91 kg       | Freilos     | Freilos  | Lawrence Okolie    | 3:0          | Yamil Peralta           | 3:0           | Wassili Lewit        | 0:3           | ausgeschieden         | ausgeschieden | Bronze        |
| Lenier Pero         | Superschwergewicht über 91 kg | Freilos     | Freilos  | Guido Vianello     | 3:0          | Filip Hrgović           | TKO           | ausgeschieden        | ausgeschieden | ausgeschieden         | ausgeschieden | ausgeschieden |

### Fechten
| Athleten        | Wettbewerb   | 1. Runde      | 1. Runde | 2. Runde      | 2. Runde      | Achtelfinale  | Achtelfinale  | Viertelfinale | Viertelfinale | Halbfinale / Klassifikation | Halbfinale / Klassifikation | Finale / Platzierung | Finale / Platzierung | Rang          |
| Athleten        | Wettbewerb   | Gegner        | Ergebnis | Gegner        | Ergebnis      | Gegner        | Ergebnis      | Gegner        | Ergebnis      | Gegner                      | Ergebnis                    | Gegner               | Ergebnis             | Rang          |
| --------------- | ------------ | ------------- | -------- | ------------- | ------------- | ------------- | ------------- | ------------- | ------------- | --------------------------- | --------------------------- | -------------------- | -------------------- | ------------- |
| Männer          |              |               |          |               |               |               |               |               |               |                             |                             |                      |                      |               |
| Yoendry Iriarte | Säbel Einzel | Kim Jung-hwan | 7:15     | ausgeschieden | ausgeschieden | ausgeschieden | ausgeschieden | ausgeschieden | ausgeschieden | ausgeschieden               | ausgeschieden               | ausgeschieden        | ausgeschieden        | ausgeschieden |

### Gewichtheben
| Athleten          | Wettbewerb       | Reißen  | Reißen | Stoßen  | Stoßen | Zweikampf | Zweikampf | Rang |
| Athleten          | Wettbewerb       | Gewicht | Rang   | Gewicht | Rang   | Gewicht   | Rang      | Rang |
| ----------------- | ---------------- | ------- | ------ | ------- | ------ | --------- | --------- | ---- |
| Frauen            |                  |         |        |         |        |           |           |      |
| Marina Rodríguez  | Klasse bis 63 kg | 94 kg   | 8      | 121 kg  | 5      | 215 kg    | 8         | 8    |
| Männer            |                  |         |        |         |        |           |           |      |
| Yoelmis Hernández | Klasse bis 85 kg | 150 kg  | 12     | 200 kg  | 7      | 350 kg    | 9         | 9    |

### Judo
| Athleten               | Wettbewerb  | 1. Runde             | 1. Runde    | 2. Runde       | 2. Runde         | Viertelfinale | Viertelfinale | Halbfinale / Trostrunde | Halbfinale / Trostrunde | Finale / Platz 3 | Finale / Platz 3 | Rang   |
| Athleten               | Wettbewerb  | Gegner               | Ergebnis    | Gegner         | Ergebnis         | Gegner        | Ergebnis      | Gegner                  | Ergebnis                | Gegner           | Ergebnis         | Rang   |
| ---------------------- | ----------- | -------------------- | ----------- | -------------- | ---------------- | ------------- | ------------- | ----------------------- | ----------------------- | ---------------- | ---------------- | ------ |
| Frauen                 |             |                      |             |                |                  |               |               |                         |                         |                  |                  |        |
| Dayaris Mestre Álvarez | bis 48 kg   | A. Ratiarison        | 000s1:000s3 | J. Figueroa    | 011s0:000s1      | S. Menezes    | 000s0:000s1   | B. Jeong                | 000s0:100s0             | O. Galbadrakh    | 000s0:100s2      | 5      |
| Maricet Espinosa       | bis 63 kg   | P.L. Khatri          | 011s0:000s3 | Y. Gerbi       | 001s0:100s0      | ausgeschieden | ausgeschieden | ausgeschieden           | ausgeschieden           | ausgeschieden    | ausgeschieden    | 9      |
| Yalennis Castillo      | bis 78 kg   | Freilos              | Freilos     | M. Verkerk     | 000s1:000s2 (GS) | A. Velenšek   | 000s0:100s0   | A. Joó                  | 001s2:000s0             | M. Aguiar        | 000s1:001s0      | 5      |
| Idalys Ortíz           | über 78 kg  | Freilos              | Freilos     | K. Chibisova   | 100s0:000s0      | M. Kim        | 101s0:000s0   | K. Yamabe               | 001s2:000s1             | E. Andeol        | 000s1:100s1      | Silber |
| Männer                 |             |                      |             |                |                  |               |               |                         |                         |                  |                  |        |
| Magdiel Estrada        | bis 73 kg   | L. Schawdatuaschwili | 000s1:100s0 | ausgeschieden  | ausgeschieden    | ausgeschieden | ausgeschieden | ausgeschieden           | ausgeschieden           | ausgeschieden    | ausgeschieden    | 17     |
| Iván Felipe Silva      | bis 81 kg   | A. Tschrikischwili   | 000s0:001s1 | ausgeschieden  | ausgeschieden    | ausgeschieden | ausgeschieden | ausgeschieden           | ausgeschieden           | ausgeschieden    | ausgeschieden    | 17     |
| Asley González         | bis 90 kg   | Q. Nhabali           | 101s0:000s0 | L. Otgonbaatar | 000s4:100s2      | ausgeschieden | ausgeschieden | ausgeschieden           | ausgeschieden           | ausgeschieden    | ausgeschieden    | 9      |
| Jose Armenteros        | bis 100 kg  | N. Tüwschinbajar     | 010s0:000s0 | R. Darwish     | 000s1:001s3      | ausgeschieden | ausgeschieden | ausgeschieden           | ausgeschieden           | ausgeschieden    | ausgeschieden    | 9      |
| Álex García            | über 100 kg | M. Abdurakhmonov     | 100s1:000s0 | B. Bor         | 000s0:000s1      | H. Harasawa   | 000s4:100s0   | J. Krakowezki           | 100s0:000s1             | O. Sasson        | 000s2:000s1      | 5      |

### Kanu

#### Kanurennsport
| Athleten                      | Wettbewerb | Vorlauf      | Vorlauf | Halbfinale    | Halbfinale    | Finale        | Finale        | Rang          |
| Athleten                      | Wettbewerb | Zeit         | Rang    | Zeit          | Rang          | Zeit          | Rang          | Rang          |
| ----------------------------- | ---------- | ------------ | ------- | ------------- | ------------- | ------------- | ------------- | ------------- |
| Frauen                        |            |              |         |               |               |               |               |               |
| Yusmari Mengana               | K-1 200 m  | 41,701 s     | 1       | 41,688 s      | 6             | 42,036 s      | 4             | 12            |
| Yusmari Mengana               | K-1 500 m  | 2:02,162 min | 6       | ausgeschieden | ausgeschieden | ausgeschieden | ausgeschieden | ausgeschieden |
| Männer                        |            |              |         |               |               |               |               |               |
| Fidel Antonio Vargas          | K-1 200 m  | 35,561 s     | 6       | ausgeschieden | ausgeschieden | ausgeschieden | ausgeschieden | ausgeschieden |
| Jorge García Reinier Torres   | K-2 1000 m | 3:25,711 min | 5       | 3:23,466 min  | 5             | 3:18,768 min  | 1             | 9             |
| Fernando Jorge Serguey Torres | C-2 1000 m | 3:34,939 min | 2       | 3:40,192 min  | 1             | 3:48,133 min  | 6             | 6             |

### Leichtathletik
Laufen und Gehen 
| Athleten                                                                                        | Wettbewerb        | Runde 1         | Runde 1         | Halbfinale      | Halbfinale      | Finale          | Finale          | Rang            |
| Athleten                                                                                        | Wettbewerb        | Zeit            | Rang            | Zeit            | Rang            | Zeit            | Rang            | Rang            |
| ----------------------------------------------------------------------------------------------- | ----------------- | --------------- | --------------- | --------------- | --------------- | --------------- | --------------- | --------------- |
| Frauen                                                                                          |                   |                 |                 |                 |                 |                 |                 |                 |
| Arialis Gandulla                                                                                | 200 m             | 23,41 s         | 50              | ausgeschieden   | ausgeschieden   | ausgeschieden   | ausgeschieden   | 50              |
| Rose Mary Almanza                                                                               | 800 m             | 2:00,50 min     | 26              | ausgeschieden   | ausgeschieden   | ausgeschieden   | ausgeschieden   | 30              |
| Sahily Diago                                                                                    | 800 m             | 2:01,38 min     | 36              | ausgeschieden   | ausgeschieden   | ausgeschieden   | ausgeschieden   | 38              |
| Lisneidy Veitía                                                                                 | 800 m             | 2:02,10 min     | 43              | ausgeschieden   | ausgeschieden   | ausgeschieden   | ausgeschieden   | 43              |
| Dailín Belmonte                                                                                 | Marathon          | –               | –               | –               | –               | 2:48:58 h       | 102             | 102             |
| Zurian Hechavarría                                                                              | 400 m Hürden      | 57,28 s         | 33              | ausgeschieden   | ausgeschieden   | ausgeschieden   | ausgeschieden   | 33              |
| Daisurami Bonne Gilda Casanova Evelyn Cipriano Sahily Diago Roxana Gómez Lisneidy Veitía        | 4 × 400-m-Staffel | 3:30,11 min     | 15              | –               | –               | ausgeschieden   | ausgeschieden   | 15              |
| Männer                                                                                          |                   |                 |                 |                 |                 |                 |                 |                 |
| Reynier Mena                                                                                    | 200 m             | 20,42 s         | 25              | ausgeschieden   | ausgeschieden   | ausgeschieden   | ausgeschieden   | 27              |
| Roberto Skyers                                                                                  | 200 m             | 20,44 s         | 28              | 20,60 s         | 22              | ausgeschieden   | ausgeschieden   | 22              |
| Yoandys Lescay                                                                                  | 400 m             | 45,36 s         | 13              | 45,00 s         | 13              | ausgeschieden   | ausgeschieden   | 13              |
| Richer Pérez                                                                                    | Marathon          | –               | –               | –               | –               | 2:18:05 h       | 46              | 46              |
| Yordan O’Farrill                                                                                | 110 m Hürden      | 13,56 s         | 15              | 13,70 s         | 21              | ausgeschieden   | ausgeschieden   | 21              |
| Jhoanis Portilla                                                                                | 110 m Hürden      | disqualifiziert | disqualifiziert | ausgeschieden   | ausgeschieden   | ausgeschieden   | ausgeschieden   | –               |
| Dayron Robles                                                                                   | 110 m Hürden      | nicht gestartet | nicht gestartet | nicht gestartet | nicht gestartet | nicht gestartet | nicht gestartet | nicht gestartet |
| José Luis Gaspar                                                                                | 400 m Hürden      | 50,58 s         | 40              | ausgeschieden   | ausgeschieden   | ausgeschieden   | ausgeschieden   | 40              |
| Edel Amores Yaniel Carrero Reynier Mena Reidis Ramos César Yuniel Ruiz Roberto Skyers           | 4 × 100-m-Staffel | 38,47 s         | 13              | –               | –               | ausgeschieden   | ausgeschieden   | 13              |
| Adrián Chacón William Collazo José Luis Gaspar Yoandys Lescay Osmaidel Pellicier Leandro Zamora | 4 × 400-m-Staffel | 3:00,16 min     | 7               | –               | –               | 2:59,53 min     | 6               | 6               |

 Springen und Werfen 
| Athleten              | Wettbewerb     | Qualifikation   | Qualifikation   | Finale          | Finale          | Rang            |
| Athleten              | Wettbewerb     | Weite/Höhe      | Rang            | Weite/Höhe      | Rang            | Rang            |
| --------------------- | -------------- | --------------- | --------------- | --------------- | --------------- | --------------- |
| Frauen                |                |                 |                 |                 |                 |                 |
| Yarisley Silva        | Stabhochsprung | 4,60 m          | 5               | 4,60 m          | 7               | 7               |
| Liadagmis Povea       | Dreisprung     | 13,78 m         | 25              | ausgeschieden   | ausgeschieden   | 25              |
| Yaniuvis López        | Kugelstoßen    | 17,15 m         | 22              | ausgeschieden   | ausgeschieden   | 22              |
| Saily Viart           | Kugelstoßen    | 16,99 m         | 26              | ausgeschieden   | ausgeschieden   | 26              |
| Denia Caballero       | Diskuswurf     | 62,94 m         | 6               | 65,34 m         | 3               | Bronze          |
| Yaimé Pérez           | Diskuswurf     | 65,38 m         | 1               | ohne Weite      | –               | 12              |
| Yirisleydi Ford       | Hammerwurf     | 10,91 m         | 32              | ausgeschieden   | ausgeschieden   | 32              |
| Yulenmis Aguilar      | Speerwurf      | 54,94 m         | 29              | ausgeschieden   | ausgeschieden   | 29              |
| Männer                |                |                 |                 |                 |                 |                 |
| Maykel Demetrio Massó | Weitsprung     | 7,81 m          | 15              | ausgeschieden   | ausgeschieden   | 15              |
| Lázaro Martínez       | Dreisprung     | 16,61 m         | 12              | 16,68 m         | 8               | 8               |
| Pedro Pablo Pichardo  | Dreisprung     | nicht gestartet | nicht gestartet | nicht gestartet | nicht gestartet | nicht gestartet |
| Ernesto Revé          | Dreisprung     | 16,58 m         | 14              | ausgeschieden   | ausgeschieden   | 14              |
| Jorge Fernández       | Diskuswurf     | 60,43 m         | 22              | ausgeschieden   | ausgeschieden   | 22              |
| Roberto Janet         | Hammerwurf     | 73,23 m         | 14              | ausgeschieden   | ausgeschieden   | 14              |

 Mehrkampf 
| Athletinnen        | 100 m Hürden | 100 m Hürden | Hochsprung | Hochsprung | Kugelstoßen | Kugelstoßen | 200 m   | 200 m  | Weitsprung | Weitsprung | Speerwurf | Speerwurf | 800 m       | 800 m  | Punkte | Rang |
| Athletinnen        | Zeit         | Punkte       | Höhe       | Punkte     | Weite       | Punkte      | Zeit    | Punkte | Weite      | Punkte     | Weite     | Punkte    | Zeit        | Punkte | Punkte | Rang |
| ------------------ | ------------ | ------------ | ---------- | ---------- | ----------- | ----------- | ------- | ------ | ---------- | ---------- | --------- | --------- | ----------- | ------ | ------ | ---- |
| Siebenkampf Frauen |              |              |            |            |             |             |         |        |            |            |           |           |             |        |        |      |
| Yorgelis Rodríguez | 13,61 s      | 1034         | 1,68 m     | 1054       | 13,69 m     | 773         | 24,26 s | 956    | 6,25 m     | 927        | 48,89 m   | 835       | 2:14,65 min | 898    | 6481   | 9    |

| Athleten         | 100 m    | 100 m | Weitsprung | Weitsprung | Kugelstoßen | Kugelstoßen | Hochsprung | Hochsprung | 400 m    | 400 m | 110 m Hürden | 110 m Hürden | Diskuswurf | Diskuswurf | Stabhochsprung | Stabhochsprung | Speerwurf | Speerwurf | 1500 m      | 1500 m | Punkte | Rang |
| Athleten         | Zeit (s) | Pkte. | Weite (m)  | Pkte.      | Weite (m)   | Pkte.       | Höhe (m)   | Pkte.      | Zeit (s) | Pkte. | Zeit (s)     | Pkte.        | Weite (m)  | Pkte.      | Höhe (m)       | Pkte.          | Weite (m) | Pkte.     | Zeit (min)  | Pkte.  | Punkte | Rang |
| ---------------- | -------- | ----- | ---------- | ---------- | ----------- | ----------- | ---------- | ---------- | -------- | ----- | ------------ | ------------ | ---------- | ---------- | -------------- | -------------- | --------- | --------- | ----------- | ------ | ------ | ---- |
| Zehnkampf Männer |          |       |            |            |             |             |            |            |          |       |              |              |            |            |                |                |           |           |             |        |        |      |
| Yordanis García  | 10,81 s  | 903   | 6,83 m     | 774        | 14,58 m     | 764         | 2,01 m     | 813        | 48,69 s  | 876   | 14,25 s      | 942          | 40,43 m    | 671        | 4,50 m         | 760            | 64,70 m   | 809       | 4:44,99 min | 649    | 7961   | 18   |
| Leonel Suárez    | 11,21 s  | 814   | 7,14 m     | 847        | 14,21 m     | 745         | 2,07 m     | 868        | 48,15 s  | 902   | 14,48 s      | 913          | 47,07 m    | 810        | 4,90 m         | 880            | 72,32 m   | 925       | 4:28,32 min | 756    | 8460   | 6    |

### Moderner Fünfkampf
| Athleten      | Fechten | Fechten | Schwimmen   | Schwimmen | Reiten | Reiten | Combined     | Combined | Punkte | Rang |
| Athleten      | Bilanz  | Punkte  | Zeit        | Punkte    | Zeit   | Punkte | Zeit         | Punkte   | Punkte | Rang |
| ------------- | ------- | ------- | ----------- | --------- | ------ | ------ | ------------ | -------- | ------ | ---- |
| Frauen        |         |         |             |           |        |        |              |          |        |      |
| Leydi Moya    | 14:21   | 184     | 2:15,75 min | 293       | E      | 0      | 13:11,07 min | 509      | 986    | 33   |
| Männer        |         |         |             |           |        |        |              |          |        |      |
| José Figueroa | 9:26    | 156     | 2:15,39 min | 294       | 67     | 233    | 12:49,13 min | 531      | 1214   | 32   |

### Radsport

#### Bahn
| Athleten        | Wettbewerb | Qualifikation | Qualifikation | Finals             | Finals | Rang |
| Athleten        | Wettbewerb | Zeit          | Rang          | Zeit               | Rang   | Rang |
| --------------- | ---------- | ------------- | ------------- | ------------------ | ------ | ---- |
| Frauen          |            |               |               |                    |        |      |
| Lisandra Guerra | Sprint     | 11,171 s      | 20            |                    |        | 20   |
| Lisandra Guerra | Keirin     |               |               | nicht qualifiziert |        | 17   |

Omnium
| Athleten       | 250 m fliegend | 250 m fliegend | Punkte- fahren | Punkte- fahren | Ausscheidungs- fahren | Einzel- verfolgung | Einzel- verfolgung | Scratch | Zeitfahren | Zeitfahren | Punkte | Rang |
| Athleten       | Punkte         | Rang           | Punkte         | Rang           | Rang                  | Zeit               | Rang               | Rang    | Zeit       | Rang       | Punkte | Rang |
| -------------- | -------------- | -------------- | -------------- | -------------- | --------------------- | ------------------ | ------------------ | ------- | ---------- | ---------- | ------ | ---- |
| Frauen         |                |                |                |                |                       |                    |                    |         |            |            |        |      |
| Marlies Mejías | 12             | 18             | 8              | 26             | 18                    | 6                  | 8                  | 26      | 3          | 73         | 173    | 7    |

#### Straße
| Athleten       | Wettbewerb    | Zeit      | Rang |
| -------------- | ------------- | --------- | ---- |
| Frauen         |               |           |      |
| Arlenis Sierra | Straßenrennen | 3:58:03 h | 28   |

### Ringen
| Athleten                         | Wettbewerb        | 1. Runde       | 1. Runde | Achtelfinale         | Achtelfinale  | Viertelfinale | Viertelfinale | Halbfinale         | Halbfinale    | Hoffnungsrunde Viertelfinale | Hoffnungsrunde Viertelfinale | Hoffnungsrunde Halbfinale | Hoffnungsrunde Halbfinale | Hoffnungsrunde Finale | Hoffnungsrunde Finale | Finale           | Finale        | Rang   |
| Athleten                         | Wettbewerb        | Gegner         | Ergebnis | Gegner               | Ergebnis      | Gegner        | Ergebnis      | Gegner             | Ergebnis      | Gegner                       | Ergebnis                     | Gegner                    | Ergebnis                  | Gegner                | Ergebnis              | Gegner           | Ergebnis      | Rang   |
| -------------------------------- | ----------------- | -------------- | -------- | -------------------- | ------------- | ------------- | ------------- | ------------------ | ------------- | ---------------------------- | ---------------------------- | ------------------------- | ------------------------- | --------------------- | --------------------- | ---------------- | ------------- | ------ |
| Freistil Männer                  |                   |                |          |                      |               |               |               |                    |               |                              |                              |                           |                           |                       |                       |                  |               |        |
| Yowlys Bonne                     | Klasse bis 57 kg  | Abbos Rahmonov | 4:0      | Adama Diatta         | 3:1           | Rei Higuchi   | 1:3           | ausgeschieden      | ausgeschieden | Freilos                      | Freilos                      | Yang Kyong-il             | 4:1                       | Hassan Rahimi         | 0:5                   | ausgeschieden    | ausgeschieden | 5      |
| Mustafa Kaya                     | Klasse bis 65 kg  | Taimuraz Friev | 5:0      | Soslan Ramonow       | 1:3           | ausgeschieden | ausgeschieden | ausgeschieden      | ausgeschieden | Haislan Garcia               | 1:3                          | ausgeschieden             | ausgeschieden             | ausgeschieden         | ausgeschieden         | ausgeschieden    | ausgeschieden | 7      |
| Liván López Azcuy                | Klasse bis 74 kg  | Taimuraz Friev | 3:1      | Galymzhan Usserbayev | 1:3           | ausgeschieden | ausgeschieden | ausgeschieden      | ausgeschieden | ausgeschieden                | ausgeschieden                | ausgeschieden             | ausgeschieden             | ausgeschieden         | ausgeschieden         | ausgeschieden    | ausgeschieden | 10     |
| Reineris Salas                   | Klasse bis 86 kg  | Freilos        | Freilos  | Kim Gwan-uk          | 3:1           | Selim Yaşar   | 1:3           | ausgeschieden      | ausgeschieden | Freilos                      | Freilos                      | Jaime Espinal             | 3:1                       | J’den Cox             | 0:5                   | ausgeschieden    | ausgeschieden | 5      |
| Javier Cortina                   | Klasse bis 97 kg  | Freilos        | Freilos  | Kyle Snyder          | 1:3           | ausgeschieden | ausgeschieden | ausgeschieden      | ausgeschieden | Freilos                      | Freilos                      | Albert Saritov            | 1:3                       | ausgeschieden         | ausgeschieden         | ausgeschieden    | ausgeschieden | 10     |
| griechisch-römischer Stil Männer |                   |                |          |                      |               |               |               |                    |               |                              |                              |                           |                           |                       |                       |                  |               |        |
| Ismael Borrero Molina            | Klasse bis 59 kg  | Freilos        | Freilos  | Arsen Eralijew       | 3:1           | Wang Lumin    | 4:0           | Elmurat Tasmuradov | 3:1           | –                            | –                            | –                         | –                         | –                     | –                     | Shinobu Ōta      | 4:0           | Gold   |
| Miguel Martínez                  | Klasse bis 66 kg  | Rəsul Çunayev  | 1:3      | ausgeschieden        | ausgeschieden | ausgeschieden | ausgeschieden | ausgeschieden      | ausgeschieden | ausgeschieden                | ausgeschieden                | ausgeschieden             | ausgeschieden             | ausgeschieden         | ausgeschieden         | ausgeschieden    | ausgeschieden | 12     |
| Yurisandy Hernández              | Klasse bis 75 kg  | Freilos        | Freilos  | Andy Bisek           | 0:3           | ausgeschieden | ausgeschieden | ausgeschieden      | ausgeschieden | ausgeschieden                | ausgeschieden                | ausgeschieden             | ausgeschieden             | ausgeschieden         | ausgeschieden         | ausgeschieden    | ausgeschieden | 17     |
| Yasmany Lugo                     | Klasse bis 98 kg  | Freilos        | Freilos  | Xiao Di              | 3:0           | Ghasem Rezaei | 3:0           | Fredrik Schön      | 3:0           | –                            | –                            | –                         | –                         | –                     | –                     | Artur Aleksanjan | 0:3           | Silber |
| Mijaín López                     | Klasse bis 130 kg | Freilos        | Freilos  | Heiki Nabi           | 3:0           | Johan Eurén   | 3:0           | Sergei Semjonow    | 3:0           | –                            | –                            | –                         | –                         | –                     | –                     | Rıza Kayaalp     | 3:0           | Gold   |

### Rudern
| Athleten                                        | Wettbewerb                  | Vorlauf     | Vorlauf | Vorlauf       | Hoffnungslauf | Hoffnungslauf | Hoffnungslauf | Viertelfinale | Viertelfinale | Viertelfinale | Halbfinale  | Halbfinale | Halbfinale    | Finale      | Finale | Rang |
| Athleten                                        | Wettbewerb                  | Zeit        | Platz   | Qualifikation | Zeit          | Platz         | Qualifikation | Zeit          | Platz         | Qualifikation | Zeit        | Platz      | Qualifikation | Zeit        | Platz  | Rang |
| ----------------------------------------------- | --------------------------- | ----------- | ------- | ------------- | ------------- | ------------- | ------------- | ------------- | ------------- | ------------- | ----------- | ---------- | ------------- | ----------- | ------ | ---- |
| Frauen                                          |                             |             |         |               |               |               |               |               |               |               |             |            |               |             |        |      |
| Yislena Guzman Hernández Licet Hernández Licea  | Leichtgewichts-Doppelzweier | 7:26,43 min | 4       | Hoffnungslauf | 8:22,05 min   | 5             | Halbfinale C  | –             | –             | –             | 8:27,44 min | 4          | D-Finale      | 7:50,21 min | 1      | 19   |
| Männer                                          |                             |             |         |               |               |               |               |               |               |               |             |            |               |             |        |      |
| Ángel Fournier                                  | Einer                       | 7:06,89 min | 1       | Viertelfinale | –             | –             | –             | 6:51,89 min   | 1             | Halbfinale    | 7:02,65 min | 3          | Finale        | 6:55,90 min | 6      | 6    |
| Adrián Oquendo Eduardo Rubio                    | Doppelzweier                | 6:52,20 min | 5       | Hoffnungslauf | 6:21,52 min   | 4             | –             | –             | –             | –             | –           | –          | –             | –           | –      | 13   |
| Raúl Hernández Hidalgo Liosbel Hernández Lazaga | Leichtgewichts-Doppelzweier | 6:39,79 min | 4       | Hoffnungslauf | 7:07,17 min   | 3             | Halbfinale C  | –             | –             | –             | 7:30,13 min | 2          | C-Finale      | 6:47,80 min | 6      | 18   |

### Schießen
| Athleten              | Wettbewerb                               | Qualifikation   | Qualifikation | Finale          | Finale        | Ringe/ Scheiben | Rang |
| Athleten              | Wettbewerb                               | Ringe/ Scheiben | Rang          | Ringe/ Scheiben | Rang          | Ringe/ Scheiben | Rang |
| --------------------- | ---------------------------------------- | --------------- | ------------- | --------------- | ------------- | --------------- | ---- |
| Frauen                |                                          |                 |               |                 |               |                 |      |
| Eglys Cruz            | Luftgewehr 10 Meter                      | 412,1           | 31            | ausgeschieden   | ausgeschieden | 412,1           | 31   |
| Dianelys Pérez        | Luftgewehr 10 Meter                      | 403,5           | 46            | ausgeschieden   | ausgeschieden | 403,5           | 46   |
| Eglys Cruz            | Kleinkaliber Dreistellungskampf 50 Meter | 581             | 10            | ausgeschieden   | ausgeschieden | 581             | 10   |
| Dianelys Pérez        | Kleinkaliber Dreistellungskampf 50 Meter | 568             | 36            | ausgeschieden   | ausgeschieden | 568             | 36   |
| Männer                |                                          |                 |               |                 |               |                 |      |
| Jorge Grau            | Luftpistole 10 Meter                     | 569             | 37            | ausgeschieden   | ausgeschieden | 569             | 37   |
| Leuris Pupo           | Schnellfeuerpistole 25 Meter             | 583             | 6             | 18              | 5             | 601             | 5    |
| Jorge Grau            | Freie Pistole 50 Meter                   | 546             | 27            | ausgeschieden   | ausgeschieden | 546             | 27   |
| Reinier Estpinan      | Luftgewehr 10 Meter                      | 610             | 48            | ausgeschieden   | ausgeschieden | 610             | 48   |
| Alexander Molerio     | Luftgewehr 10 Meter                      | 607,2           | 49            | ausgeschieden   | ausgeschieden | 607,2           | 49   |
| Reinier Estpinan      | Kleinkaliber Dreistellungskampf 50 Meter | 1157            | 38            | ausgeschieden   | ausgeschieden | 1157            | 38   |
| Alexander Molerio     | Kleinkaliber Dreistellungskampf 50 Meter | 1146            | 42            | ausgeschieden   | ausgeschieden | 1146            | 42   |
| Reinier Estpinan      | Kleinkaliber liegend 50 Meter            | 613,6           | 45            | ausgeschieden   | ausgeschieden | 613,6           | 45   |
| Juan Miguel Rodríguez | Skeet                                    | 116             | 26            | ausgeschieden   | ausgeschieden | 116             | 26   |

### Schwimmen
| Athleten         | Wettbewerb     | Vorlauf     | Vorlauf | Halbfinale    | Halbfinale    | Finale        | Finale        | Rang |
| Athleten         | Wettbewerb     | Zeit        | Rang    | Zeit          | Rang          | Zeit          | Rang          | Rang |
| ---------------- | -------------- | ----------- | ------- | ------------- | ------------- | ------------- | ------------- | ---- |
| Frauen           |                |             |         |               |               |               |               |      |
| Elisbet Gámez    | 200 m Freistil | 2:01,08 min | 36      | ausgeschieden | ausgeschieden | ausgeschieden | ausgeschieden | 36   |
| Männer           |                |             |         |               |               |               |               |      |
| Luis Vega Torres | 400 m Lagen    | 4:27,27 min | 26      | –             | –             | ausgeschieden | ausgeschieden | 26   |

### Taekwondo
| Athleten    | Wettbewerb        | Achtelfinale     | Achtelfinale | Viertelfinale  | Viertelfinale | Hoffnungsrunde Halbfinale | Hoffnungsrunde Halbfinale | Halbfinale    | Halbfinale    | Hoffnungsrunde Finale | Hoffnungsrunde Finale | Finale        | Finale        | Rang          |
| Athleten    | Wettbewerb        | Gegner           | Ergebnis     | Gegner         | Ergebnis      | Gegner                    | Ergebnis                  | Gegner        | Ergebnis      | Gegner                | Ergebnis              | Gegner        | Ergebnis      | Rang          |
| ----------- | ----------------- | ---------------- | ------------ | -------------- | ------------- | ------------------------- | ------------------------- | ------------- | ------------- | --------------------- | --------------------- | ------------- | ------------- | ------------- |
| Männer      |                   |                  |              |                |               |                           |                           |               |               |                       |                       |               |               |               |
| Rafael Alba | Klasse über 80 kg | Yassine Trabelsi | 13:4         | Dmitriy Shokin | 1:1           | ausgeschieden             | ausgeschieden             | ausgeschieden | ausgeschieden | ausgeschieden         | ausgeschieden         | ausgeschieden | ausgeschieden | ausgeschieden |

### Tischtennis
| Athleten     | Wettbewerb | 1. Runde       | 1. Runde | 2. Runde      | 2. Runde      | 3. Runde      | 3. Runde      | Achtelfinale  | Achtelfinale  | Viertelfinale | Viertelfinale | Halbfinale    | Halbfinale    | Finale        | Finale        | Rang          |
| Athleten     | Wettbewerb | Gegner         | Ergebnis | Gegner        | Ergebnis      | Gegner        | Ergebnis      | Gegner        | Ergebnis      | Gegner        | Ergebnis      | Gegner        | Ergebnis      | Gegner        | Ergebnis      | Rang          |
| ------------ | ---------- | -------------- | -------- | ------------- | ------------- | ------------- | ------------- | ------------- | ------------- | ------------- | ------------- | ------------- | ------------- | ------------- | ------------- | ------------- |
| Männer       |            |                |          |               |               |               |               |               |               |               |               |               |               |               |               |               |
| Jorge Campos | Einzel     | Eugene Wang    | 2:4      | ausgeschieden | ausgeschieden | ausgeschieden | ausgeschieden | ausgeschieden | ausgeschieden | ausgeschieden | ausgeschieden | ausgeschieden | ausgeschieden | ausgeschieden | ausgeschieden | ausgeschieden |
| Andy Pereira | Einzel     | Hugo Calderano | 0:4      | ausgeschieden | ausgeschieden | ausgeschieden | ausgeschieden | ausgeschieden | ausgeschieden | ausgeschieden | ausgeschieden | ausgeschieden | ausgeschieden | ausgeschieden | ausgeschieden | ausgeschieden |

### Turnen

#### Gerätturnen
| Athleten         | Wettbewerb       | Qualifikation | Qualifikation | Finale        | Finale        | Rang |
| Athleten         | Wettbewerb       | Punkte        | Rang          | Punkte        | Rang          | Rang |
| ---------------- | ---------------- | ------------- | ------------- | ------------- | ------------- | ---- |
| Frauen           |                  |               |               |               |               |      |
| Marcia Vidiaux   | Boden            | 13,066        | 58            | ausgeschieden | ausgeschieden | 58   |
| Männer           |                  |               |               |               |               |      |
| Manrique Larduet | Barren           | 15,766        | 4             | 15,625        | 5             | 5    |
| Manrique Larduet | Reck             | 15,116        | 8             | 15,033        | 6             | 6    |
| Manrique Larduet | Mehrkampf Einzel | 86,814        | 15            | 29,133        | 24            | 24   |
| Randy Lerú       | Mehrkampf Einzel | 82,398        | 43            | ausgeschieden | ausgeschieden | 43   |

### Volleyball
| Wettbewerb    | Männer |
| ------------- | --- |
| Athleten      | Yosvani González Osniel Melgarejo Javier Jiménez Javier Concepción Osniel Rendón Yonder García Liván Osoria Darien Ferrer Mario Rivera Reinier Rojas Miguel Ángel López Adrián Goide |
| Trainer       | Nicolás Vives |
| Gruppenphase  | Russland (1:3) Ägypten (0:3) Iran (0:3) Argentinien (0:3) Polen (0:3) |
| Viertelfinale | ausgeschieden |
| Halbfinale    | ausgeschieden |
| Finale        | ausgeschieden |